# San Leon
San Leon – jednostka osadnicza w Stanach Zjednoczonych, w stanie Teksas, w hrabstwie Galveston.